# Метесару
Метесару (рум. Mătăsaru) — село у повіті Димбовіца в Румунії. Входить до складу комуни Метесару.
Село розташоване на відстані 60 км на північний захід від Бухареста, 24 км на південь від Тирговіште, 135 км на схід від Крайови, 106 км на південь від Брашова.

## Населення
За даними перепису населення 2002 року у селі проживали 1020 осіб.
Національний склад населення села:
| Національність | Кількість осіб | Відсоток |
| -------------- | -------------- | -------- |
| румуни         | 1002           | 98,2%    |
| цигани         | 13             | 1,3%     |
| угорці         | 5              | 0,5%     |

Рідною мовою назвали:
| Мова      | Кількість осіб | Відсоток |
| --------- | -------------- | -------- |
| румунська | 1015           | 99,5%    |
| угорська  | 5              | 0,5%     |